# خزام، قنا
خزام، روستایی از توابع شهرستان قوص در استان قنا و کشور مصر است.

## جمعیت
براساس سرشماری سال ۲۰۰۶ مصر، جمعیت آن ۱۸۳۶۶ نفر( ۸۸۹۳ مرد و ۹۴۷۳ زن ) بوده‌است.